# 加藤暁
加藤 暁（かとう ぎょう、1971年11月18日 - ）は、日本のフリーアナウンサー。

## 来歴・人物
東京都練馬区出身、東京大学教育学部附属中学校、早稲田高校、早稲田大学第一文学部卒業。大学時代はアナウンス研究会に所属していた。1994年に九州朝日放送（KBC）入社。2002年に退社し、以降はフリー(個人事務所)で活動している。KBC時代から日本プロ野球を主としたスポーツを中心に担当し、フリー転向後もスポーツ実況を担当している。

## 現在の出演番組
野球
- J SPORTS STADIUM（J SPORTS、広島戦および中日戦）
- メジャーリーグ中継 (J SPORTS)
- SAMURAI BASEBALL（TBSチャンネル、横浜DeNAベイスターズ戦）
- LIONS BASEBALL L!VE（フジテレビTWO、埼玉西武主催試合）
- ニコニコ生放送（横浜DeNAベイスターズ主催試合）
- NACK5 SATURDAY&SUNDAY LIONS （NACK5、埼玉西武戦中継）
- HAWKS プロ野球中継（スポーツライブ+、福岡ソフトバンク主催試合）
- マリーンズナイター（千葉テレビ放送）
- BS12 プロ野球中継（TwellV、ロッテ戦・埼玉西武戦）
- BS松竹東急ベースボールシアター（BS松竹東急、オリックスバファローズ主催試合）
- TVSライオンズアワー（テレ玉）
- 全国高等学校野球選手権埼玉大会（テレ玉）

サッカー
- Jリーグ中継（DAZN）
- サッカースタジアムライブ（NACK5）
- 海外サッカー中継
  - セリエA（スカパー!）
  - ブンデスリーガ（スカパー!）

バスケットボール
- NBA（Rakuten TV）
- J SPORTS HOOP!（J SPORTS）

スキー
- FISワールドカップ（CS）

CM
- カルピスソーダ（ナレーション）
- 2014 サントリーBOSS「宇宙人ジョーンズ・用具係」篇

## 過去の主に実況した大会
野球
- KBCラジオジャンボナイター　ダイエーホークス戦 1994年～2001年（KBC）
- ワールド・ベースボール・クラシック　2006,2009,2013,2017年（J SPORTS）
- パシフィック・リーグプレーオフ（J SPORTS）
- 日本シリーズ　1999,2000,2002,2004,2008,2017,2018年（KBC・NACK5・Abema TV）
- アジアシリーズ（J SPORTS）
- 全国高等学校野球選手権福岡大会（KBC）
- 全国高等学校野球選手権千葉大会（チバテレビ）
- 千葉ロッテ主催試合　2002年～現在（スカパー!パーフェクトチョイス→JSPORTS→FOX SPORTS→BS12,TBSニュースバード,日テレNEWS24,BS朝日）
- 埼玉西武主催試合　2004年～現在（JSPORTS→テレ朝チャンネル→フジテレビTWO,BS朝日、）
- 埼玉西武戦中継　2002年～2017年，2019年～現在（NACK5 SATURDAY&SUNDAY LIONS）
- ヤクルトスワローズ主催試合 2002年～2004年（JSPORTS）
- 福岡ソフトバンクホークス主催試合 2004年～現在 (JSPORTS→FOX SPORTS)
- 横浜DeNAベイスターズ主催試合　2007年～現在（TBSニュースバード→TBSチャンネル,ニコニコ生放送，SHOWROOM，AbemaTV）
- オールスターゲーム　2016年 第1戦,2017年 第1戦,第2戦、2018年第1戦、第2戦(Abema TV)
- ＳＨＯＷＲＯＯＭ 2015年～2017年（横浜ＤｅＮＡベイスターズ主催試合）
- HAWKS BASEBALL PARK（FOXスポーツ&エンターテイメント、ソフトバンク主催試合）

サッカー
- FIFAワールドカップ（CS）
- プレミアリーグ　（J SPORTS）
- ブンデスリーガ（JSPORTS)
- Jリーグ中継（スカパー!）
- UEFAチャンピオンズリーグ 03年～18年（スカパー!、J SPORTS）
- UEFAヨーロッパリーグ　(スカパー!)

バレーボール
- スーパーカレッジバレー（J SPORTS）

バスケットボール
- プロ・バスケットボール bjリーグ（GAORA）
- NBA バスケットボール 2010年～2018年（WOWOW）※WOWOWのNBA放送終了に伴いRakutenTVでの実況に
- Bリーグ中継（リーグ制作の公式映像）

マラソン
- 福岡国際マラソン（KBC）

## リンク
- 加藤暁の熱き実況日記
- 加藤暁 (@gyokato) - X（旧Twitter）